# Принцип самоваспитања
Принцип самоваспитања је педагошки принцип који има за циљ осамостаљивање васпитаника и преузимање бриге о сопственом образовању и васпитању.

## Пожељне активности васпитача
Овај, као и сва други принципи упућују на то да су активности васпитача усмерене ка детету и у његову корист, што значи да васпитач треба да брине о остварености васпитно-образовних циљева, односно о резултатима које постиже, па наравно тако и о самом детету. Међутим, уколико та брига прерасте у претерано брижан, заштитнички став, код детета могу да се појаве непожељне особине, као што су опадање самосталности и сигурности у себе, а и опадање целокупне активности детета. Сазревање младих подразумева и преузимање све веће одговорности и бриге о себи, о својим задацима и учењу (тзв. стицање „радних навика“) и о свом понашању. Педагози инсистирају да ученик не сме да буде само објекат у васпитно-образовном раду, већ и субјекат, активан учесник у васпитању, односно на тај начин - самоваспитању. Суштина је да васпитач мора да пронађе праву меру; он као организатор, иницијатор и реализатор треба да се стара и брине о својим ђацима, да их упућује, саветује и усмерава, али истовремено и да их охрабри да и они сами преузму одговорност и обавезе према себи, али и о заједници којој припадају. Да би се то постигло, веома је важно да постоји сарадња између васпитача и васпитаника.